# Tridentella sculpturata
Tridentella sculpturata är en kräftdjursart som beskrevs av Oleg Grigor'evich Kussakin 1955. Tridentella sculpturata ingår i släktet Tridentella och familjen Tridentellidae. Inga underarter finns listade i Catalogue of Life.